# Oumar Tatam Ly
Pour les articles homonymes, voir Ly.
Oumar Tatam Ly, né le 28 septembre 1963 à Paris (Seine), est un économiste et homme d'État malien. 
À partir de 1994, il fait carrière à la Banque centrale des États de l'Afrique de l'Ouest (BCEAO). Il occupe le poste de Premier ministre du président Ibrahim Boubacar Keïta entre septembre 2013 et avril 2014.

## Biographie

### Jeunesse et formation
Oumar Tatam Ly est le fils d'Ibrahima Ly, un écrivain ayant milité en faveur de la démocratie, et de la diplomate et historienne Madina Ly-Tall,. Durant ses études, qu'il effectue en France, il obtient une agrégation en histoire à l’École Normale Supérieure de Saint-Cloud et un DEA en histoire économique de l'université Paris-1. Ly est également diplômé de l'ESSEC,.

### Carrière professionnelle
Oumar Tatam Ly est un ancien cadre de la Banque mondiale. Lors de l'élection présidentielle malienne de 1992, sa mère dirige la campagne électorale d'Alpha Oumar Konaré, le candidat de l'Alliance pour la démocratie au Mali (Adema-Pasj), qui devient le 3e président de la République du Mali. Ly prend alors la tête du bureau d'analyse et de prospective de la présidence. Il entre à la Banque centrale des États de l'Afrique de l'Ouest (BCEAO) en 1994. Nommé directeur pour le Mali en 2008, il devient en 2012 conseiller spécial du gouverneur de la BCEAO.

### Carrière politique
Oumar Tatam Ly travaille sur le programme économique d'Ibrahim Boubacar Keïta, candidat du Rassemblement pour le Mali (RPM) à l'élection présidentielle de 2013. Après avoir remporté le scrutin, celui-ci nomme l'économiste au poste de premier ministre,. Ce choix surprend les médias. Oumar Tatam Ly, inconnu dans le pays, ne s'était jamais engagé en politique et n'est pas lié aux régimes précédents. La composition du nouveau gouvernement est annoncée le 8 septembre. Il compte trente-quatre ministres. Six d'entre eux, comme Moussa Sinko Coulibaly, ont fait partie du gouvernement de la « transition ». En avril 2014, la presse malienne se fait l'écho de désaccords entre le premier ministre et Karim Keïta, fils du président, député et dirigeant du parti présidentiel du Rassemblement pour le Mali. La présidence annonce la démission d'Oumar Tatam Ly et son remplacement par Moussa Mara, précédemment ministre de l’Urbanisme,. Oumar Tatam Ly déclare qu'il n'a pas pu convaincre le président « de changer de cap dans la gouvernance du pays » malgré des « dysfonctionnements » et des « insuffisances […] dans la marche du gouvernement ».